# Венский университет музыки и исполнительского искусства
Венский университет музыки и исполнительского искусства (нем. Universität für Musik und darstellende Kunst Wien) — крупнейшая консерватория Австрии, расположенная в Вене. В университете обучается около 3000 студентов.

## История

### Основание
Вопрос о создании в Вене консерватории по образцу Парижской был впервые поставлен в 1808 году. В то время в Вене существовал только один профессиональный оркестр — Придворная капелла, которая использовалась преимущественно для придворных концертов и церковных служб и редко участвовала в публичных мероприятиях; уровень любительских оркестров был недостаточно высок.
В 1812 году было создано Общество любителей музыки (Gesellschaft der Musikfreunde), одной из главных задач которого, «самой прекрасной и самой важной целью», провозглашалось учреждение консерватории. Годом позже был создан комитет по организации Венской консерватории; наконец, в 1817 году удалось создать Певческую школу под верховным руководством Антонио Сальери, — для приглашения преподавателей-инструменталистов не хватало средств. В первом наборе Певческой школы оказалось 24 ученика, обучение было рассчитано на 4 года.
Только в 1819 году приглашение скрипача-виртуоза, в будущем выдающегося музыкального педагога, Йозефа Бёма позволило открыть первый инструментальный класс и сделать, таким образом, первый шаг к превращению Певческой школы в настоящую консерваторию.

### Становление
Первые 12 лет плата за обучение не взималась, Консерватория постоянно испытывала финансовые затруднения, и круг преподаваемых дисциплин расширялся медленно; наибольшее внимание при этом уделялось духовым инструментам, в которых особенно остро нуждались любительские оркестры; к 1827 году срок обучения был продлён до 6 лет.
Введение в 1829 году платного обучения не решило проблем, и в 1837 году учебное заведение оказалось на грани банкротства. Лишь с 1843 года Консерватория начала получать государственные субсидии.
На протяжении всего XIX века консерватория существовала на правах частной инициативы, достигнув к 90-м годам XIX века выдающихся масштабов — до 1000 студентов.
В 1909 году консерватория была взята под императорский патронат и стала называться Королевской и кайзеровской Академией музыки и исполнительского искусства (нем. k.k. Akademie für Musik und darstellende Kunst). Была создана новая структура управления — с назначаемым правительством президентом, артистическим директором и попечительским советом из 18 членов. Тогда же впервые был создан дирижёрский класс. Консерватории было предоставлено здание на Листштрассе, которое она делила с Венским концертным обществом.
С установлением республики в 1919 году Академия стала называться Государственной. В 1924 году была разделена на два учебных заведения — музыкальную академию и Высшую профессиональную школу музыки и театра; этот опыт был признан неудачным созданной в 1930 году государственной комиссией под руководством Карла фон Винера, который и возглавил Академию в 1931 году после воссоединения двух её частей. В 1970 году Академия была переименована в Высшую школу музыки и исполнительского искусства, были проведены первые в истории учебного заведения выборы ректора, на которых победил профессор фортепиано Георг Пиркмайер. В 1998 году преобразована в университет. С 1928 года в составе Академии работают отделения театральных актёров и музыкальной педагогики.

## Руководители консерватории
- Рафаэль Георг Кизеветтер (1817—1825)
- Винценц Гаушка (1825—1832)
- Эдуард фон Ланнуа (1833—1834)
- Йозеф Чимани (1835—1836)
- Фридрих Клемм (1837—1842)
- Готфрид Прейер (1844—1849)
- Йозеф Хельмесбергер (старший) (1851—1893)
- Иоганн Непомук Фукс (1893—1899)
- Рихард фон Пергер (1899—1907)
- Вильгельм Бопп (1907—1919)
- Карл Кобальд (и. о., 1919)
- Фердинанд Лёве (1919—1922)
- Йозеф Маркс (1922—1927)
- Франц Шмидт (1927—1931)
- Карл фон Винер (1931—1932)
- Карл Кобальд (1933—1938)
- Альфред Орел (и. о., 1938)
- Франц Шютц (1938—1945)
- Герман Галлос (и. о., 1945)
- Карл Кобальд (1945—1946)
- Ханс Зиттнер (1946—1970)
- Георг Пиркмайер (1970—1977)
- Хельмут Шварц (1977—1984)
- Готфрид Шольц (1984—1988)
- Хельмут Шварц (1988—1992)
- Михаэль Фришеншлагер (1992—1996)
- Эрвин Ортнер (1996—2002)
- Вернер Хасичка (2002—2015)
- Ульрике Зих (с 2015 г.)